# Матвеевский район
Матве́евский райо́н — административно-территориальная единица (район) и муниципальное образование (муниципальный район) в Оренбургской области России.
Административный центр — село Матвеевка.

## География
Район расположен в северо-западной части Оренбургской области на границе лесостепной и степной природных зон. Граничит: с Абдулинским, Пономарёвским, Красногвардейским, Грачёвским и Асекеевским районами области. Площадь территории — 1764 км².
Крупнейшие водотоки: реки Большой Кинель, Умирка, Садак.

## История
Древняя история территории, занимаемой Матвеевским районом, изучена недостаточно. Археологами в 1970—1990 годах на территории района обнаружено более двух десятков разновременных (от эпохи бронзы до средневековья) памятников — курганных могильников и поселений. Наибольший интерес представляют местонахождения кремня эпохи палеолита (древнего каменного века) у сел Новоузели, Азаматово и мастерская по переработке кремня близ посёлка Интернациональный.
Издавна эти земли были заселены оседлым татарским населением и кочевыми башкирскими племенами, лишь номинально признававшие власть Волжской Булгарии и Казанского ханства. В конце XVI века, после взятия Казани Иваном Грозным, территория района оказалась в пределах Московского государства.
Однако освоение региона началось намного позднее. Кочевые башкиры платили нерегулярный ясак царским воеводам, оставаясь свободными от власти московского царя.
С продвижением в начале XVIII века границ Российской Империи в южном и юго-восточном направлении в Приуралье и заволжских степях формируются военные укрепления и гарнизоны. Оренбург, основанный в 1743 году, образовал собой административный центр на значительной по площади территории Южного Урала и Северного Казахстана. Вскоре построили дорогу — Казанский тракт или Новую Московскую дорогу, для связи с Казанью и далее с Москвой, которая проходила и через территорию Матвеевского района. В это время на данную территорию были поселены «ясашные», то есть податные татары, обязанностью которых было содержание лошадей и ведение ямской гоньбы от станции к станции. На расстоянии 30 верст друг от друга были созданы ямщицкие поселения, среди них ныне Старокутлумбетьево, Староаширово и Староякупово. Постепенно, с прибытием новых переселенцев, образовывались новые села.
Емельяновка, село на реке Большой Кинель. Основано ранее 1894 года. Название произошло от личного имени Емельян либо от фамилии Емельянов.
Кинельский, посёлок основан в 1926 году. Название происходит от топонима реки Большой Кинель. В 921—922 гг. в этой местности проезжал арабский путешественник Ахмед-ибн- Фадлан, который в своем описании отмечает реку Кинал. Языковеды сравнивают название реки с татарским кин — «широкий», «просторный» и кинеюле — «расширяемый, способный к расширению», указывая, что название могло произойти благодаря широким разливам в половодье.
Кульчум, село на правобережье реки Большой Кинель, основано не позднее 1926 года. Лингвист Барашков В. Ф. предполагал, что название имеет лично-именную основу. Но личное имя Кульчум не засвидетельствовано. В языке коми есть слово кольччом — «Оставшийся, останец», однако пермский субстрат в топонимии Оренбуржья пока не найден. Есть и народная этимология: от татарского КУЛЬ озеро, ЧУМ ныряй, однако вряд ли стоит принимать её всерьез.
Натальино, село на реке Умирка. Основано не позднее 1905 года. По преданию, названо по имени помещицы Натальи, которая владела здесь имением.
Новоаширово, село на реке Большой Кинель. Основано в 1790—1795 годах крестьянином-татарином по имени Бакир из деревни Аширово. Новое село стали называть Новоаширово, а старое Староаширово. В Новоаширово селились тептяри, позже — казахи, чуваши. Татары называют — Яна Эшер (татарское Яна — «новый») или Бэкер (Бакирово, по имени основателя). В основе топонима — татарское мужское имя Эшир.
Новожедрино, село на левом берегу реки Умирка. Основано в XVIII или первой половине XIX вв. помещиком, отставным генералом П. Н. Дурасовым. По преданию, часть крепостных крестьян была переселена сюда из села Жедрино Симбирской губернии (ныне Кузоватовского района Ульяновской области), его наименование происходит от фамилии Жедрин. По старой родине и назвали новую деревню. Новожедрино заселялось также крестьянами Пензенской, Тамбовской и Тульской губерний.
Новоузели, село основано в 1797 году мордвой-эрзя, переселившийся из села Старые Узели нынешнего Бугурусланского района. Названо по прежней родине переселенцев. Первоначально именовалось Зернаевка, по фамилии первых жителей Зернаевых. Топоним может оказаться как тюркским (башкирское уяз, уязы — «долина, низменность», — лы — аффикс), так и мордовским. В документе 1777 года отмечена деревня Узелей (мордовское лей — «речка»).
Сарай-Гир, село на р. Сарайгирка. Основано в 1739 году крестьянами из Тамбовской губернии. Первоначально поселение именовалось как Михайловка, по имени первого переселенца. Затем название изменилось на Сарай- Гир: от тюркского «сары» — жёлтый и «айгыр» — жеребец, согласно легенде, в честь скакуна одного из знатных татар.
Африка, село на реке Лоренка. Необычным топонимом это поселение обязано местным жителям, которые назвали его в знак солидарности с африканским пролетариатом.
Старокутлумбетьево, основано в 1743—1744 гг. как ямская слобода на Новомосковской дороге — почтовом тракте, соединявшем Оренбург с центром России через Казань. Сюда переселились татары из Алатырского, Казанского, Симбирского и других уездов Казанской губернии. Название происходит от мужского имени Котлымбет или Котлымэт. Определение «Старо-» возникло после образования в 1790-х годах сел Верхненовокутлумбетьево и Нижненовокутлумбетьево.
Верхненовокутлумбетьево — село на живописном правом берегу реки Большой Кинель. Основано в 1780 году. Население — 257 чел. В основном татары. Верхненовокутлумбетьево — местное название Шаркаево с татарского языка «шер каен» — «повсюду берёзы».
Матвеевка, административный центр Матвеевского района. Основано переселенцами села Ивановки Тамбовской губернии. Поводом к поиску нового места послужила нехватка и низкое плодородие земель, участившиеся голодные годы. Отправили ходока (бывшего солдата) на Урал выбирать подходящее место для переселения, где он нашёл место для хутора на реке Зерикла (западнее села Радовка). Так, летом 1775 года, когда семнадцать семей во главе с Матвеем Свиридовым прибыли на живописное место северо-западного Оренбуржья, образовался небольшой хутор, который первоначально был назван Свиридовка по фамилии старейшины Матвея, и только после его смерти село получило своё нынешнее имя — Матвеевка. Через 3 года они переехали на исток реки Садак вследствие неудобья — заболоченных окрестностей прежнего хутора. 1775 год считается годом основания села Матвеевка. Эта дата упоминается в архивных документах, но старожилы села (нач. XX в.) считают (по рассказам своих отцов и дедов), что переселение было раньше, поэтому точную дату пока установить не удалось.
Матвеевка стала расширяться: стали приезжать новые переселенцы. Первой строилась улица Большая, (ныне ул. Революционная) названная благодаря находившейся здесь базарной площади и торговых рядов, тянувшиеся по обеим сторонам улицы. Затем стали наделять землей в других концах села, появились такие улицы как Безводовка, Гришаевка, Голянка, Коробовка и торговые ряды перенесли туда, где в настоящее время находиться торговый центр.
Здание магазина «Сельхозпродукты» раньше принадлежало купцу Волкову, напротив стоял мануфактурный магазин Жемкова. Там, где сейчас стоит бывший хозяйственный магазин, находился большой амбар, амбары также тянулись по правой стороне улицы Комсомольской. В Матвеевке в те времена было 58 магазинов. В 1830—1834 годах в селе была построена красивая церковь (на месте редакции газеты «Новая жизнь»), которая в 1935 году во время коллективизации была разрушена. В этом же году был организован Матвеевский район, в состав которого вошли 21 сельсовет с населением более 34 тысячи человек из 86 населённых пунктов.
9 марта 2005 года в соответствии с законом Оренбургской области № 1904/312-III-ОЗ в составе района образовано 16 муниципальных образований (сельских поселений), установлены границы муниципальных образований.
26 июня 2013 года в состав Кинельского сельсовета включен упразднённый Азаматовский сельсовет, в состав Тимошкинского сельсовета включен упразднённый Борискинский сельсовет.

## Население
| 2002    | 2003    | 2004    | 2009    | 2010    | 2012    | 2013    | 2014    | 2015    |
| ------- | ------- | ------- | ------- | ------- | ------- | ------- | ------- | ------- |
| 15 627  | ↘15 600 | ↘15 400 | ↘14 364 | ↘12 267 | ↘11 867 | ↘11 755 | ↘11 565 | ↘11 386 |
| 2016    | 2017    | 2018    | 2019    | 2020    | 2021    |         |         |         |
| ↘11 209 | ↘10 996 | ↘10 865 | ↘10 569 | ↘10 346 | ↘9396   |         |         |         |

### Национальный состав
Татарские населённые пункты — Азаматово, Верхненовокутлумбетьево, Нижненовокутлумбетьево, Новоаширово, Староаширово, Старокутлумбетьево, Староякупово.

## Административно-муниципальное устройство
Матвеевский район как административно-территориальная единица области включает 14 сельсоветов.
В рамках организации местного самоуправления, Матвеевский муниципальный район включает соответственно 14 муниципальных образований со статусом сельских поселений (сельсоветов):
| №  | Муниципальное образование       | Административный центр  | Количество населённых пунктов | Население (чел.) | Площадь (км²) |
| -- | ------------------------------- | ----------------------- | ----------------------------- | ---------------- | ------------- |
| 1  | Емельяновский сельсовет         | село Емельяновка        | 2                             | ↘493             | 123,26        |
| 2  | Кинельский сельсовет            | посёлок Кинельский      | 6                             | ↘1244            | 364,00        |
| 3  | Кузькинский сельсовет           | село Кузькино           | 2                             | ↘289             | 126,00        |
| 4  | Кульчумский сельсовет           | село Кульчум            | 1                             | ↘302             | 87,02         |
| 5  | Матвеевский сельсовет           | село Матвеевка          | 3                             | ↘2892            | 106,94        |
| 6  | Новоашировский сельсовет        | село Новоаширово        | 2                             | ↘315             | 113,00        |
| 7  | Новожедринский сельсовет        | село Новожедрино        | 6                             | ↘667             | 192,00        |
| 8  | Новоспасский сельсовет          | село Новоспасское       | 2                             | ↘260             | 106,18        |
| 9  | Новоузелинский сельсовет        | село Новоузели          | 2                             | ↘324             | 81,13         |
| 10 | Сарай-Гирский сельсовет         | село Сарай-Гир          | 3                             | ↘1394            | 157,62        |
| 11 | Староашировский сельсовет       | село Староаширово       | 1                             | ↘627             | 87,09         |
| 12 | Старокутлумбетьевский сельсовет | село Старокутлумбетьево | 1                             | ↘489             | 54,00         |
| 13 | Староякуповский сельсовет       | село Староякупово       | 1                             | ↗365             | 46,00         |
| 14 | Тимошкинский сельсовет          | село Тимошкино          | 3                             | ↘421             | 120,00        |

## Населённые пункты
Распределение населения района:
 Матвеевка  (32,40 %) Сарай-Гир  (15,66 %) Кинельский  (9,25 %) Староаширово (6,67 %) Новожедрино (6,41 %) Остальные (29,61 %)
В Матвеевском районе 35 населённых пунктов.
| №  | Населённый пункт        | Тип     | Население | Муниципальное образование       |
| -- | ----------------------- | ------- | --------- | ------------------------------- |
| 1  | Азаматово               | село    | 184       | Кинельский сельсовет            |
| 2  | Александровка           | село    | 149       | Сарай-Гирский сельсовет         |
| 3  | Африка                  | посёлок | 107       | Кинельский сельсовет            |
| 4  | Борискино               | село    | ↘267      | Тимошкинский сельсовет          |
| 5  | Боровка                 | село    | 31        | Новожедринский сельсовет        |
| 6  | Верхненовокутлумбетьево | село    | 257       | Емельяновский сельсовет         |
| 7  | Высотный                | посёлок | 227       | Кинельский сельсовет            |
| 8  | Емельяновка             | село    | 388       | Емельяновский сельсовет         |
| 9  | Заря                    | посёлок | 68        | Новоашировский сельсовет        |
| 10 | Измайлово               | деревня | 31        | Новоузелинский сельсовет        |
| 11 | Интернациональный       | посёлок | 1         | Новожедринский сельсовет        |
| 12 | Камышла                 | посёлок | 13        | Кинельский сельсовет            |
| 13 | Кинельский              | посёлок | 869       | Кинельский сельсовет            |
| 14 | Красная Поляна          | посёлок | 41        | Матвеевский сельсовет           |
| 15 | Красные Ключи           | деревня | 3         | Новожедринский сельсовет        |
| 16 | Кузькино                | село    | 414       | Кузькинский сельсовет           |
| 17 | Кузьминовка             | деревня | 0         | Тимошкинский сельсовет          |
| 18 | Кульчум                 | село    | ↘302      | Кульчумский сельсовет           |
| 19 | Матвеевка               | село    | ↘3044     | Матвеевский сельсовет           |
| 20 | Натальино               | село    | 142       | Новожедринский сельсовет        |
| 21 | Нижненовокутлумбетьево  | деревня | 107       | Кинельский сельсовет            |
| 22 | Новоаширово             | село    | 330       | Новоашировский сельсовет        |
| 23 | Новожедрино             | село    | 602       | Новожедринский сельсовет        |
| 24 | Новопетровка            | село    | 58        | Новожедринский сельсовет        |
| 25 | Новоспасское            | село    | 235       | Новоспасский сельсовет          |
| 26 | Новоузели               | село    | 430       | Новоузелинский сельсовет        |
| 27 | Отборовка               | посёлок | 0         | Кузькинский сельсовет           |
| 28 | Пролетаровка            | посёлок | 121       | Сарай-Гирский сельсовет         |
| 29 | Радовка                 | посёлок | 111       | Матвеевский сельсовет           |
| 30 | Садак                   | посёлок | 132       | Новоспасский сельсовет          |
| 31 | Сарай-Гир               | село    | 1471      | Сарай-Гирский сельсовет         |
| 32 | Староаширово            | село    | ↘627      | Староашировский сельсовет       |
| 33 | Старокутлумбетьево      | село    | ↘489      | Старокутлумбетьевский сельсовет |
| 34 | Староякупово            | село    | ↗365      | Староякуповский сельсовет       |
| 35 | Тимошкино               | село    | 297       | Тимошкинский сельсовет          |

## Упразднённые населённые пункты
1 декабря 1999 года была упразднена деревня Катунино.
16 февраля 2005 года были упразднены село Васильевка, деревня Сумкино и посёлок Дружба.
11 марта 2008 года была упразднена деревня Покровка.

## Экономика
Основной экономического потенциала района является сельское хозяйство. Район специализируется на производстве подсолнечника, картофеля. Производством сельскохозяйственной продукции занимаются: 3 сельскохозяйственных производственных кооперативов (колхозов), 4 индивидуальных предпринимателя, 5 обществ с ограниченной ответственностью.